# Rik Smits
Rik Smits (ur. 23 sierpnia 1966 w Eindhoven) – holenderski koszykarz, występujący w lidze NBA. Noszący przydomek „The Dunking Dutchman” zawodnik występował na pozycji centra (2,24 m wzrostu).
Po ukończeniu Marist College w 1988 wybrany z 2. numerem w drafcie przez Indiana Pacers, spędził w tym klubie całą karierę profesjonalisty.
Po pierwszym sezonie wybrany do pierwszej piątki debiutantów. W następnych latach, razem z Reggie Millerem, stanowił podporę zespołu z Indianapolis, doprowadzając go m.in. do finału Konferencji w latach 1995, 1998 i 1999 oraz do, jedynego w historii drużyny, finału ligi w 2000, gdzie ulegli rozpoczynającym kilkuletnią dominację Los Angeles Lakers pod wodzą Phila Jacksona. Po tym sezonie Rick skończył karierę z powodu kontuzji stopy.
Przez wszystkie lata gry w NBA osiągał dwucyfrowe zdobycze punktowe. W 1998 wybrany do pierwszej piątki Wschodu podczas NBA All-Star Game.
Reprezentował Holandię podczas mistrzostw świata w 1986. W 1987 wystąpił w FIBA All-Star Game.
Obecnie Smits kolekcjonuje stare samochody i motocykle. Udziela się także w pracy z młodzieżą w Zionsville (Indiana), gdzie obecnie mieszka z żoną i dwójką dzieci.

## Osiągnięcia

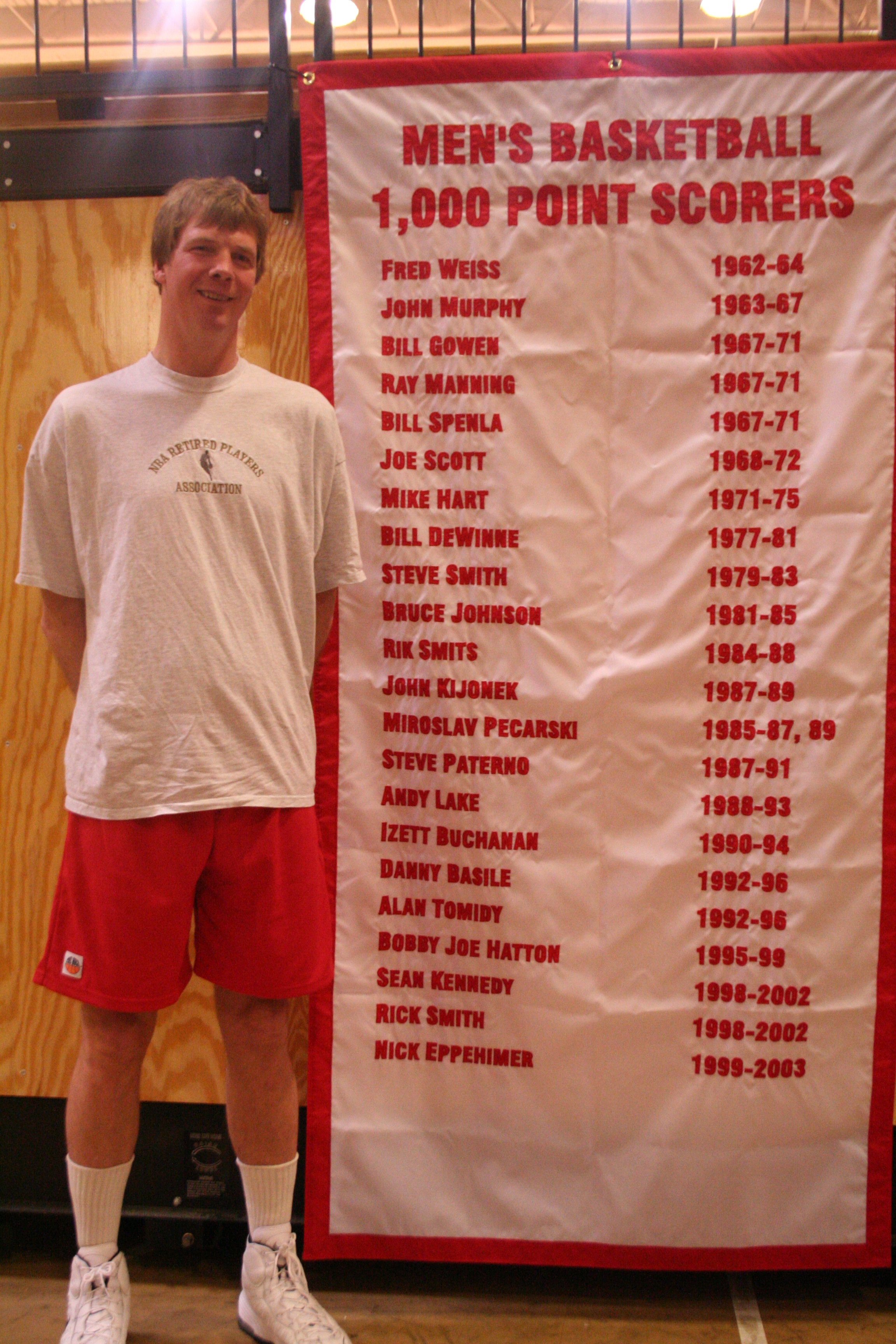
Smits podczas wizyty na byłej uczelni Marist.

Na podstawie, o ile nie zaznaczono inaczej.
NCAA
- Uczestnik turnieju NCAA (1986, 1987)
- Mistrz:
  - turnieju konferencji ECAC Metro (1986, 1987)
  - sezonu regularnego ECAC Metro (1985, 1987)
- Koszykarz roku konferencji ECAC Metro (1987, 1988)[3]
- Lider[4]:
  - NCAA w liczbie celnych rzutów:
    - wolnych (166 – 1988)
    - z gry (251 – 1988)

  - konferencji ECAC Metro w:
    - liczbie (688) i średniej (24,7) punktów (1988)
    - liczbie boków (1986–1988)
    - średniej bloków (1986, 1988)

NBA
- Finalista NBA (2000)
- Uczestnik meczu gwiazd NBA (1998)[5]
- Zaliczony do I składu debiutantów NBA (1989)
- Zawodnik tygodnia NBA (12.03.1995, 4.01.1998)

Reprezentacja
- Uczestnik:
  - mistrzostw:
    - świata (1986 – 14. miejsce)
    - Europy (1987 – 10. miejsce)

  - kwalifikacji do Eurobasketu (2001)